# Wolfgang Wesener
Wolfgang Wesener (nar. 1960, Kolín nad Rýnem, Německo) je německý portrétní fotograf.

## Život a dílo
Věnuje se portrétní fotografii. Zachytil tváře významných osobností, mezi nimiž byli například Andy Warhol, Grace Jonesová, Michael Schumacher, Dennis Oppenheim, Miuccii Pradaová, Susan Sontagová nebo Sergia Pinninfarin.
Wesener často fotografuje v ateliéru a vystačí si většinou pouze s jedním světlem, což sám zdůvodňuje:
| „                  | Venku také svítí jen jedno Slunce. | “ |
| — Wolfgang Wesener |                                    |   |

## Výstavy
- 2012 - wowe, Portraits of WOWE, Leica Gallery Prague